# Иллюзия Поггендорфа
Иллюзия Поггендорфа — классическая оптическая иллюзия, названная в честь немецкого физика И. К. Поггендорфа, обнаружившего её в рисунке, который ему прислал астрофизик И. Цёлльнер.
Суть иллюзии: на рисунке слева продолжением чёрной линии является красная линия, а не синяя, как представляется на первый взгляд.
До настоящего времени нет ни одного приемлемого объяснения этой иллюзии. Возможно, эффект возникает из-за того, что система зрительного восприятия у человека крайне бедна при интерпретации диагональных линий, хотя причины этого до сих пор не ясны.